# Kursks kärnkraftverk
Kursks kärnkraftverk (ryska: Курская АЭС) är ett ryskt kärnkraftverk som ligger ca 40 kilometer sydöst om staden Kursk i västra Ryssland, vid floden Sejm. Det producerar ström till Kursk oblast och 19 andra områden.
Kärnkraftverket har (2024) två RBMK-reaktorer, Kursk 3 och 4, i drift med vardera en nettoeffekt på 925 MWe. Dessa reaktorer togs i drift 1984 och 1986.
Reaktorerna 1 och 2 togs i drift 
år 1977 respektive 1979, samt stängdes ner av åldersskäl 2021 respektive 2024. 
I mitten av 1980-talet började man bygga Kursk 5 och Kursk 6, även dessa reaktorer av typen RBMK. Bygget av Kursk 6 övergavs 1993, medan bygget av Kursk 5 stoppades först 2012.

## Kursk II
2016 började planeringen för bygget av två VVER reaktorer, som ska ersätta Kursk 1 och Kursk 2.
Den 28 april 2018 var dagen för officiell byggstart för Kursk II-1 med första betonggjutning påföljande dag. Bygget av Kursk II-2 påbörjades den 1 maj 2019.
Dessa reaktorer är de första av en vidareutvecklad generation av VVER-reaktorn - VVER-TOI, där TOI uttydes "typical optimised, with enhanced information". Jämfört med dagens VVER-1000 så har reaktorn har 20% högre effekt (1200 istället för 1000 MWe) , och anges vara konstruerad för en livslängd på 60 år istället för 30 år, med möjlighet att förlängas till 80 år. Genom en högre grad av automation anges erforderlig bemanning kunna minskas med 30-40%.

## Reaktorer
| Station      | Typ           | Netto- effekt | Byggstart  | Första nät- anslutning | Kommer- siell drift | Övrigt                     |
| ------------ | ------------- | ------------- | ---------- | ---------------------- | ------------------- | -------------------------- |
| Kursk 1      | RBMK-1000     | 925 MWe       | 1972-06-01 | 1976-12-19             | 1977-10-12          | Stängd 2021-12-19          |
| Kursk 2      | RBMK-1000     | 925 MWe       | 1973-01-01 | 1979-01-28             | 1979-08-17          | Stängd 2024-01-31          |
| Kursk 3      | RBMK-1000     | 925 MWe       | 1978-04-01 | 1983-10-17             | 1984-03-30          |                            |
| Kursk 4      | RBMK-1000     | 925 MWe       | 1981-05-01 | 1985-12-02             | 1986-02-05          |                            |
| Kursk 5      | RBMK-1000     | 925 MWe       | 1985-12-01 |                        |                     | Bygget avbrutet 2012-08-15 |
| Kursk 6      | RBMK-1000     | 925 MWe       | 1986-08-01 |                        |                     | Bygget avbrutet 1993-12-01 |
| Kursk II - 1 | VVER TOI/V510 | 1 200 MWe     | 2018-04-28 |                        |                     |                            |
| Kursk II - 2 | VVER TOI/V510 | 1 200 MWe     | 2019-05-01 |                        |                     |                            |